# 山梨正明
山梨 正明（やまなし まさあき、1948年 - ）は、日本の言語学者。言語科学と関連領域を含む認知科学の視点から言葉の探求を試みる、日本を代表する理論言語学者の一人。京都大学名誉教授。1983年に創設された日本認知科学会の設立メンバーの一員。日本認知科学会フェロー (Honorary Fellow)。

## 来歴
静岡県出身。1970年に、サンケイスカラシップの奨学生として渡米。東京教育大学（現：筑波大学）からカリフォルニア大学に転学、1971年にロナルド・ラネカーらが教鞭を執るカリフォルニア大学の言語学科でB.A.を取得。同年、当時ジョージ・レイコフらが教鞭を執っていたミシガン大学の言語学科に進学、翌年の1972年にM.A.、1975年にミシガン大学にてPh.D.を取得。博士論文は、生成意味論の枠組みに基づく英語述語の概念構造の分析。ミシガン大学の博士論文に基づく著書『生成意味論研究』（開拓社）で、史上最年少の市河三喜賞を受賞。
日本に帰国後、認知言語学の先駆者として日本認知言語学会 (JCLA) を設立し、数多くの文法論、意味論、語用論関連の論文、著書を執筆している。専門は特に、認知言語学・記号論・語用論。現在は、知のメカニズムの解明を目指す認知科学の立場から、人間の一般的認知能力・運用能力を反映する日常言語の記述・説明を試みている。科学哲学・認知心理学・現象学・脳科学・AIなど認知科学の関連分野にも造詣が深い。日本語用論学会・元会長（2008〜2011）。日本認知言語学会・元会長（2009〜2012)。

## 著書

### 単著
- 『生成意味論研究』（開拓社 1977、市河三喜賞）
- 『発話行為』（大修館書店 1986）
- 『比喩と理解』（東京大学出版会 1988）
- 『推論と照応』（くろしお出版 1992）
- 『認知文法論』（ひつじ書房 1995）
- 『認知言語学原理』（くろしお出版 2000）
- 『ことばの認知空間』（開拓社 2004）
- 『認知構文論 ―文法のゲシュタルト性』（大修館書店 2009）
- 『認知意味論研究』(研究社 2012）
- 『修辞的表現論 ―認知と言葉の技巧』(開拓社 2015）
- 『自然論理と日常言語』（ひつじ書房 2016）
- 『新版  推論と照応ー照応研究の新展開』（くろしお出版 2017）
- 『日・英語の発想と論理―認知モードの対照分析』（開拓社 2019）
- 『言語学と科学革命』（ひつじ書房 2021）

### 共著
- 『意味論』（大修館書店 1983）
- 『言語理解』（東京大学出版会 1983）
- 『推論と理解』（東京大学出版会 1984）
- 『言語の機械処理』（三省堂 1984）
- 『言語学要説』（明治書院 1989）
- 『日本語要説』（ひつじ書房 1993）

### 編著
- Yamanashi, Masa-aki (ed.) 2016. Cognitive Linguistics. (Vol.1～Vol.5) London: Sage Publications.
- 『講座 認知言語学のフロンティア』（第1巻 (2007)〜第6巻 (2009)、研究社）
- 『認知言語学論考』（ひつじ書房）
- 『現代言語学の潮流』有馬道子共編著（勁草書房 2003）

### 監訳
- R. ラネカー 2008.『認知文法論序説』（研究社 2011）
- W. クロフト 2001.『ラディカル構文文法 ―類型論的視点から見た統語理論』（研究社 2018）

### 翻訳（共訳）
- R. ハドルストン 1976.『変形統語論概説』（岡田伸夫他 共訳、南雲堂 1980）
- M. ミンスキー 他『認知科学の基底』（佐伯胖他 共訳、東京大学出版会、1986）
- D. ダウティ 他 1979.『モンタギュー意味論入門』（井口省吾他 共訳、三修社 1986）
- R. グリシュマン 1986.『計算言語学 コンピュータの自然言語理解』（田野村忠温 共訳、サイエンス社 1989）